# Kevin Aloe
Kevin Aloe (* 7. Mai 1995 in Tallinn) ist ein estnischer Fußballspieler. 

## Karriere

### Verein
Kevin Aloe begann seine Fußballkarriere beim FC Flora aus seiner Geburtsstadt Tallinn, welche zugleich die estnische Hauptstadt ist. Bei seinem Stammverein spielte der linke Verteidiger bis zum Jahresende 2010 in der Jugend. Von dort aus wechselte er 2011 Leihweise zum FC Valga Warrior aus der Zweiten Liga. Für den Verein aus Valga im Süden Estlands gelegen konnte er nach seinem Debüt im Ligaspiel gegen den FC Puuma (in dem er bereits in der ersten Spielhälfte die Gelb-Rote Karte sah) bis zum Saisonende 26 Einsätze vorweisen und 2 Tore erzielen. Ab 2012 spielte Aloe wieder für Flora zunächst ein Jahr ausschließlich in der Zweiten Mannschaft in der Esiliiga, ab der Saison 2013 auch im Meistriliiga-Team für das er gegen den JK Tallinna Kalev debütierte. In den folgenden Jahren konnte er mit dem Klub insgesamt sechs nationale Titel gewinnen. Die Saison 2019 spielte er dann leihweise beim JK Tammeka Tartu und wechselte anschließend fest dorthin. Nach zwei Jahren ging er weiter zu JK Trans Narva und seit Januar 2023 steht er beim JK Vaprus Pärnu unter Vertrag.

### Nationalmannschaft
Von 2010 bis 2016 absolvierte Aloe insgesamt 54 Partien für diverse estnische Jugendnationalmannschaften.

## Erfolge
- Estnischer Pokalsieger: 2013, 2016
- Estnischer Superpokalsieger: 2014, 2016
- Estnischer Meister: 2015, 2017